# RPA4
RPA4 (англ. Replication protein A4) – білок, який кодується однойменним геном, розташованим у людей на X-хромосомі. Довжина поліпептидного ланцюга білка становить 261 амінокислот, а молекулярна маса — 28 868.
| 10         |  | 20         |  | 30         |  | 40         |  | 50         |
| ---------- |  | ---------- |  | ---------- |  | ---------- |  | ---------- |
| MSKSGFGSYG |  | SISAADGASG |  | GSDQLCERDA |  | TPAIKTQRPK |  | VRIQDVVPCN |
| VNQLLSSTVF |  | DPVFKVRGII |  | VSQVSIVGVI |  | RGAEKASNHI |  | CYKIDDMTAK |
| PIEARQWFGR |  | EKVKQVTPLS |  | VGVYVKVFGI |  | LKCPTGTKSL |  | EVLKIHVLED |
| MNEFTVHILE |  | TVNAHMMLDK |  | ARRDTTVESV |  | PVSPSEVNDA |  | GDNDESHRNF |
| IQDEVLRLIH |  | ECPHQEGKSI |  | HELRAQLCDL |  | SVKAIKEAID |  | YLTVEGHIYP |
| TVDREHFKSA |  | D          |  |            |  |            |  |            |

A: Аланін

C: Цистеїн

D: Аспарагінова кислота

E: Глутамінова кислота

F: Фенілаланін

G: Гліцин

H: Гістидин

I: Ізолейцин

K: Лізин

L: Лейцин

M: Метіонін

N: Аспарагін

P: Пролін

Q: Глутамін

R: Аргінін

S: Серин

T: Треонін

V: Валін

W: Триптофан

Задіяний у таких біологічних процесах, як пошкодження ДНК, репарація ДНК. 
Білок має сайт для зв'язування з ДНК. 
Локалізований у ядрі.